# Râul Lera
Râul Lera este un curs de apă, afluent al râului Bâsca Chiojdului. 